# Anton Kuerti
Anton Kuerti (ou Kürti), né à Vienne, le 21 juillet 1938, est un pianiste de concert, compositeur, professeur, organisateur de concerts, directeur artistique et militant social canadien.

## Biographie
Né en Autriche, il a grandi aux États-Unis avant de s'établir au Canada. Il est considéré comme un des meilleurs pianistes de sa génération.
Il a étudié la musique au Cleveland Institute et au Curtis Institute. Les maîtres qui l'ont influencé le plus sont Arthur Loesser, Rudolf Serkin et Mieczysław Horszowski. Ayant une solide formation de chambriste, il a joué avec Gidon Kremer, Yo-Yo Ma, Janos Starker, Barry Tuckwell et des quatuors de Cleveland, Guarnieri et de Tokyo. En 1957, il remporte le Concours Leventritt de New York.
Kuerti est l'un des artistes contemporains les plus enregistrés. Ses enregistrements incluent tous les concertos et les sonates de Beethoven, les sonates de Schubert, les concertos de Brahms, et des œuvres de plusieurs autres compositeurs tels que Czerny.
Il est officier de l'Ordre du Canada.

## Politique
Pacifiste de longue date, Kuerti procède à une résistance fiscale en 1966 contre la guerre du Vietnam et est enregistré comme objecteur de conscience. Il est candidat néo-démocrate de Don Valley-Nord en 1988.
Kuerti, qui est juif, enregistre une déclaration condamnant l'invasion de Gaza par Israel en 2009.